# Peter Dietl
Peter Dietl (* 10. Januar 1942 in Saaz; † 5. September 1999) war ein deutscher Politiker (SED/PDS). Er war Mitglied von 1990 bis zu seinem Tod Mitglied des Thüringer Landtags und dort stellvertretender Fraktionsvorsitzender.

## Leben
Nach dem Abitur 1960 studierte Dietl an der Technischen Hochschule für Chemie in Merseburg und schloss das Studium 1966 als Diplom-Ingenieur für Verfahrenstechnik ab. Von 1966 bis 1980 hatte er verschiedene Funktionen in der Kali-Industrie inne; in diese Zeit gehörte auch ein beruflicher Einsatz in Algerien von 1974 bis 1976. Von 1980 bis 1986 arbeitete er im Schachtbau Nordhausen und ab dem 1. August 1990 als Getränkegroßhändler.
Dietl war verheiratet und hatte ein Kind.

## Politische Laufbahn
Peter Dietl war von 1986 bis 1990 Mitglied des Rates des Kreises Sondershausen und dort vom 23. November 1989 bis zum 1. Juni 1990 Vorsitzender. Nach der Wiederherstellung des Landes Thüringen gehörte er ab dem 25. Oktober 1990 dem Landesparlament an. Bei der Landtagswahl 1990 wurde er auf Platz 8 der Landesliste von LL/PDS gewählt, 1994 auf Platz 5 und 1999 auf Platz 16 der jeweiligen PDS-Landesliste. Aufgrund seines Todes vor Beginn der Wahlperiode konnte Dietl sein Mandat im 3. Thüringer Landtag nicht wahrnehmen; statt seiner wurde Maik Nothnagel vom Landeswahlleiter für gewählt erklärt. Dietls Mandat im 2. Thüringer Landtag wurde durch Roland Wanitschka nachbesetzt.